# Station Kvitfjell
Station Kvitfjell, (Noors:Kvitfjell holdeplass), is een halte in Kvitfjell in de gemeente Ringebu in fylke Innlandet in Noorwegen. De halte werd geopend in 1992 voor de skipiste die in dat jaar in gebruik werd genomen. De piste werd gebruikt tijdens de Olympische Spelen van Lillehammer. De skilift staat direct naast de halte. Het stationsgebouw stond oorspronkelijk bij het Station Ring en is ontworpen door Paul Due.